# Ausztrál-karácsonyfa
Az ausztrál-karácsonyfa (Nuytsia floribunda) a fakínfélék (Loranthaceae) családjába tartozó Nuytsia növénynemzetség egyetlen faja. A legnagyobb termetű élősködő növényfaj, melynek példányai Ausztrália délnyugati részén őshonos, félparazita életmódot folytató fák, illetve bokrok.

## Elnevezése
A faj tudományos nevében a „Nuytsia” nemzetségnév Pieter Nuyts(en) (1598–1655) nevét őrzi, aki a 17. században a Holland Kelet-indiai Társaság tagjaként részt vett Délnyugat-Ausztrália partvidékének felfedezésében. A „floribunda” fajnév a latin floribundus szóból származik, melynek jelentése ’bőségesen, dúsan virágzó’.
Magyar elnevezései közül a lángfa és a tűzfa is ismert. A tűz-fagyöngy és az aranyló fagyöngyfa elnevezések már félreértésre adhatnak okot, mióta a fagyöngy (Viscum) nemzetséget az APG III-rendszer átsorolta a szantálfafélék (Santalaceae) családjába: Korábban ugyanis a Loranthaceae családot, amelybe az ausztrál-karácsonyfa jelenleg is tartozik, fagyöngyféléknek nevezték, mivel a fagyöngy (Viscum) nemzetség is beletartozott. Mióta a fagyöngy nemzetség kikerült innen, már fakínféléknek nevezik magyarul a családot (a névadó Loranthus nemzetség magyar neve fakín), s emiatt adódhat félreértés a családba tartozó ausztrál-karácsonyfa „tűz-fagyöngy” és „aranyló fagyöngyfa” elnevezései kapcsán.
Ausztráliában Christmas tree-nek (magyar fordításban karácsonyfa, karácsonyi fa) is nevezik, ami arra utal, hogy virágait a karácsonyi időszakban hozza.

## Elterjedése
Délnyugat-Ausztrália szárazabb vidékein őshonos, a Murchison folyótól egészen a Nagy-Ausztráliai-öböl partjának nyugati elvégződéséig. Általában különféle homoktalajokon és gránittörmelékes talajon fordul elő, de nem veti meg az agyagosabb, kavicsosabb, laterites és mészkövön kialakult talajokat sem. Nyílt lombozatú erdők, erdőségek, pusztaságok növénytársulását kedveli, domborzati szempontból sík vidékeken és lejtős területeken egyaránt megél, kőfejtők udvarában is gyakori.

## Leírása, életműködése
Fás szárú növény, akár 12 m magas fává is megnőhet. Érdes kérge szürkésbarna színű. Hajtásai mindenütt csupaszok, kivéve a szórtan szőrös murvaleveleket. Lomblevelei ülők, lándzsa alakúak, hegyes vagy lekerekített csúcsúak, 2,5–10 cm hosszúak, 3–6 mm szélesek, a levélalap felé elkeskenyedők. A növény októbertől januárig virágzik. A végálló virágzatok murvalevelek hónaljából fejlődnek: a legfeljebb 25 cm hosszú, szögletes virágzati tengelyen a virágok hármasával csoportokat (triádokat) alkotva helyezkednek el. Egy virágzat felépítésében akár 50 triád is részt vehet. A triádok kocsánya 8–16 mm hosszú, a termésérés során megnagyobbodik, a virágok ülők. A murvalevelek lefutók (szárra futók), háromszög alakúak, 2–3 mm szélesek, 4–7 mm hosszúak, de a termésérés során elérhetik a 20 mm-es hosszúságot is. Az 1–1,5 mm hosszú csésze szabálytalanul fogazott. A párta kifejlett állapotban robusztus megjelenésű, mintegy 12 mm hosszú, bunkós végű, színe az élénk narancssárgától az aranysárgáig változhat. A porzók epipetál (sziromlevelek feletti) helyzetűek, a porzószálak mintegy 6 mm, a portokok 2–3 mm hosszúak. A közel 10 mm hosszú, barna színű, száraz termések márciusban és áprilisban érnek, s három viszonylag nagy, bőrszerű szárnyuk van. A növény gyökérsarjakkal is szaporodik, melyek azonban nem a „szülő” közelében, hanem attól kissé távolabb fejlődnek.
Parazita növény, mely a gazdanövényen annak gyökereihez kapcsolódva élősködik (gyökérparazita): a hatalmas területet behálózó, tarackszerű gyökerein csésze alakú szívókorongokat fejleszt (haustorium, szívógyökér), melyekkel a gazdanövények (például fűfélék) gyökereire kapcsolódva vizet és ásványi sókat szív el onnan. Egyes kutatások szerint a parazita akár 150 m távolságra található gazdanövényen is képes így élősködni. Ugyanígy kapcsolódik föld alatt futó kábelekre is, melyeket lehetséges gazdanövények gyökereiként „érzékel”: gyűrűszerűen körbefogja és szívógyökereivel összeszorítja, egyúttal rongálja őket. Mivel az ausztrál-karácsonyfa leveleiben található klorofill, ezért a szerves anyagok előállítását saját maga végzi, tehát félparazita (hemiparazita) életmódot folytat.
A növény vastagodása is jellegzetes: a szárakban a kambium működése hamar megszűnik, helyette a kéregben kialakuló merisztémagyűrű kezd el működni, amely egy idő után szintén megszűnik. Az újabb és újabb osztódószövet mindig a kéreg külső rétegeiben jön létre. Ez a típusú vastagodás hasonlít a libatopfélékéhez.

## Felhasználása
A Délnyugat-Ausztráliában élő nyungarok a fa kérgéből készítettek maguknak pajzsokat, illetve a kéreg lehántását követően kiszivárgó és megdermedő, édes mézgát később összegyűjtötték és nyersen fogyasztották.

## Galéria

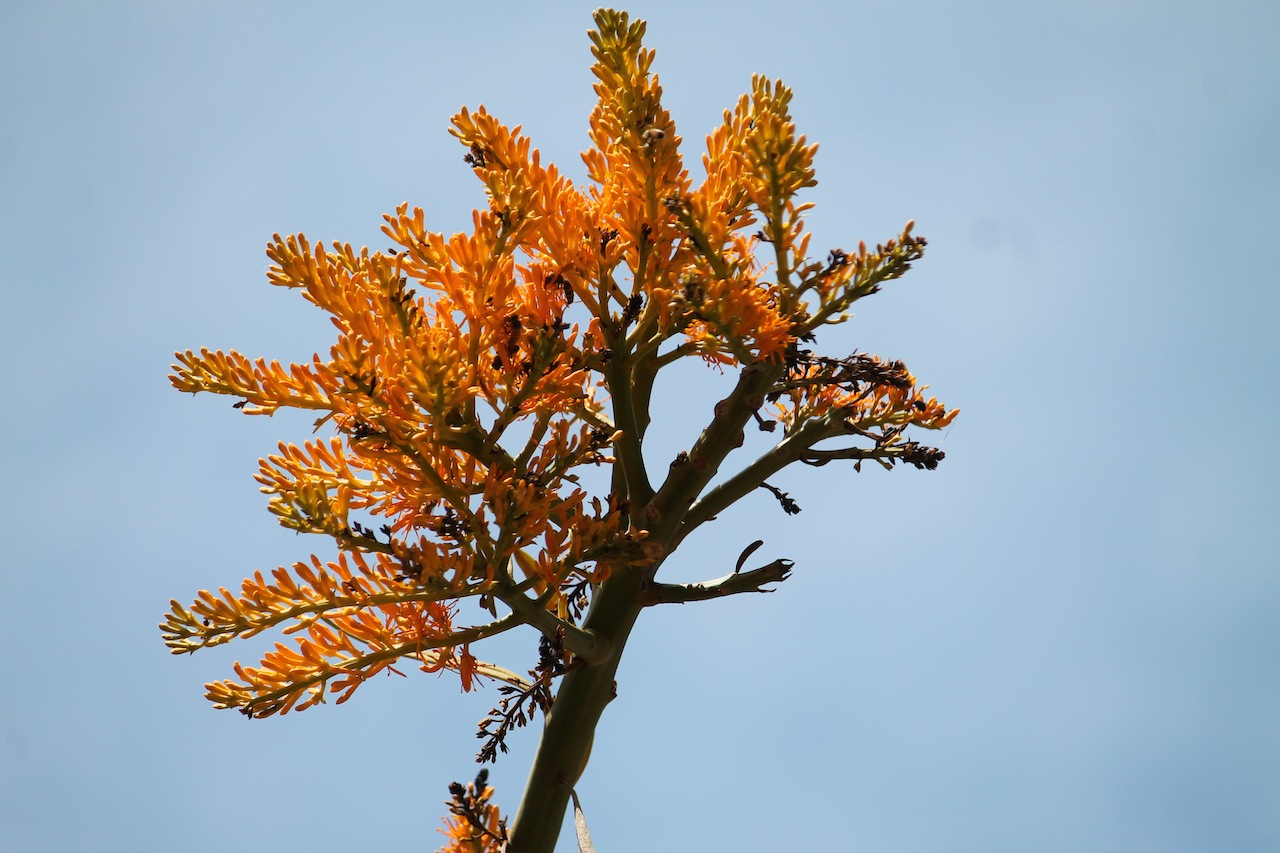
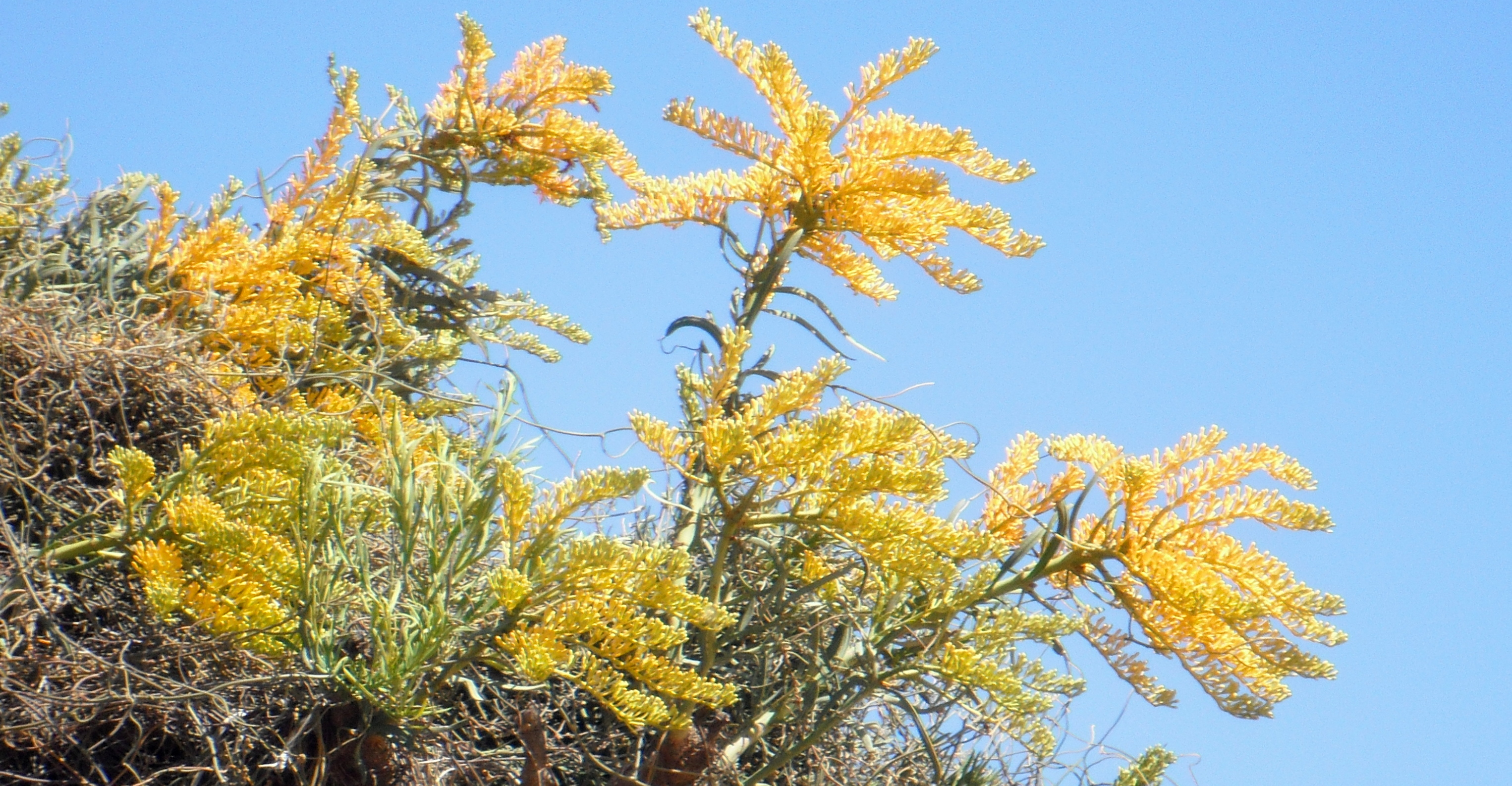